# Thomas Holtzclau
Thomas Holtzclau (auch Holtzklau; * 18. Dezember 1716 in Hadamar; † 4. Juni 1783 in Würzburg) war ein römisch-katholischer Theologe, Jesuitenpater und Hochschullehrer.

## Leben
Holtzclau trat 1736 in den Jesuitenorden ein und lehrte zunächst ab 1752 Philosophie an der Jesuitenschule in Würzburg und anschließend Dogmatik und Exegese an den Einrichtungen der Jesuiten in Molsheim und Mainz. Wann er zum Dr. theol. promoviert wurde, ist nicht bekannt. 1760 wurde er auf den Lehrstuhl für Dogmatik an die Theologische Fakultät der  Universität Würzburg berufen, 1771 erhielt er an dieser zudem die Professur für Exegese.
Holtzclau behielt auch nach der Aufhebung des Jesuitenordens 1773 seine Professur an der Würzburger Universität und hatte nach der Aufhebung noch zweimal das Amt des Dekans der Theologischen Fakultät inne.

## Werke (Auswahl)
- mit Heinrich Kilber, Ignaz Neubauer und Ulrich Munier: R. R. Patrum Societatis Jesu Theologia dogmatica, polemica, scholastica et moralis praelectionibus publicis in alma Universitate Wirceburgensi accommodata, 14 Bände, Stahel, Würzburg 1766–1771 (=Theologia Wirceburgensis, 10 Bände, Paris 1852–1854).
- Institutiones Scripturisticae, 1775.
- Harmonia Evangelistarum in enarranda Christi anastasis historia, ad illustrandum dogma de resurrectione Christi succinta diatriba aevi nostri incredulis opposita. Nitribitt, Würzburg, 1780.